# こくろうラーメン
こくろうラーメンとは、株式会社セリオ（北海道札幌市中央区）が販売し、株式会社アルバが取り扱っていたラーメンである。
1987年の国鉄分割民営化により、新会社に採用されず解雇された国鉄労働組合（国労）組合員の生活資金、国労闘争団の運動資金を支える目的で、1988年7月1日に発売された。醤油味、みそ味、しお味、かに味みそラーメン（海鮮ラーメン）の4種類がある。年末など定期的に各地の労働組合や市民団体などで、国労闘争団を支援するための物販購入の協力が呼びかけられた。
製品は袋麺タイプのインスタントラーメンで、包装の袋および外箱には、白地に黒く煙を上げて疾走するSL（C62形3号機）の絵が大きく描かれ、「こくろうラーメン」の毛筆書体風ロゴと「いつも元気です」の文字が書かれていた。「こくろうラーメン」ロゴの「こくろう」の文字色は味により異なり、醤油味が赤、味噌味が黄、しお味が青となっていた。また「こくろうキャラメル」などの菓子もあり、パッケージデザインはこくろうラーメンと同様のものであった。
株式会社アルバは、1991年に国労生活事業センターとして発足。1992年10月に株式会社アルバとして法人化された団体であるが、JR不採用問題の民主党政権下における政治決着に伴い、2010年7月20日をもって物販事業をすべて終了した。その後は株式会社セリオが「こくろうラーメン」の在庫販売を継続していたが、2011年夏に在庫がすべてなくなり終売した。